# Liste der Kulturgüter in Schangnau
Die Liste der Kulturgüter in Schangnau enthält alle Objekte in der Gemeinde Schangnau im Kanton Bern, die gemäss der Haager Konvention zum Schutz von Kulturgut bei bewaffneten Konflikten, dem Bundesgesetz vom 20. Juni 2014 über den Schutz der Kulturgüter bei bewaffneten Konflikten sowie der Verordnung vom 29. Oktober 2014 über den Schutz der Kulturgüter bei bewaffneten Konflikten unter Schutz stehen.
Objekte der Kategorie A und B sind vollständig in der Liste enthalten, Objekte der Kategorie C fehlen zurzeit (Stand: 10. April 2024). Unter übrige Baudenkmäler sind geschützte Objekte zu finden, die im Bauinventar des Kantons Bern als «schützenswert» verzeichnet sind.

## Kulturgüter
| Foto |                                                              | Objekt                                          | Kat. | Typ | Standort                            | Beschreibung |
| ---- | ------------------------------------------------------------ | ----------------------------------------------- | ---- | --- | ----------------------------------- | --- |
| ja   | Datei hochladen · Wikidata zu Krämerhaus (Q19362697)         | Krämerhaus KGS-Nr.: 09238                       | A    | G   | Krämerhaus 39 632196 / 186335       | Der 1775 erbaute, ausgewogen proportionierte Ständerbau unter Viertelwalmdach nimmt im Dorfzentrum eine prominente Stellung ein. Er besitzt eine asymmetrisch instrumentierte Front mit Reihenbefensterung, die von einer Ründe überhöht wird. An den Traufseiten sind Lauben angebracht. Wesentlichstes Merkmal sind die Klappladen an der Nordseite beim einstigen Ladenfenster.                                                                    |
| ja   | Datei hochladen · Wikidata zu Altes Schulhaus (Q29674848)    | Altes Schulhaus (bei der Kirche) KGS-Nr.: 01204 | B    | G   | Altes Schulhaus 25 632415 / 186450  | Das um 1810 erbaute ehemalige Schulhaus, heute als Wohnhaus genutzt, ist ein qualitätvoller, mit Schindeln verrandeter und mit Brettlisenen eingefasster Ständerbau. Die axialsymmetrisch konzipierte Ründenfront ist auf die südlich davon stehende Kirche ausgerichtet; die Erschliessung erfolgt über eine prominente, hölzerne Freitreppe. |
| ja   | Datei hochladen · Wikidata zu Gasthof Löwen (Q29674864)      | Gasthof Löwen KGS-Nr.: 01205                    | B    | G   | Gasthof Löwen 38 632225 / 186380    | Der um 1820 erbaute Gasthof mit angebautem Saal und Ökonomietrakt ist ein sehr stattlicher, gut gegliederter und mittenbetonter Ständerbau. Die zweigeschossige, repräsentative Front mit sieben Achsen erhebt sich über einem massiven Kellersockel und wird von einer eleganten und zeittypisch fassonierten Ründe überhöht sowie von traufseitigen Gadenlauben flankiert. Vor dem Haupteingang befindet sich eine aufwändig gestaltete Freitreppe. |
| ja   | Datei hochladen · Wikidata zu Kemmeribodenbad (Q29674878)    | Kemmeribodenbad KGS-Nr.: 01206                  | B    | G   | Kemmeribodenbad 181 637910 / 183575 | Das um einen zentralen Hofraum gruppiertes Bauensemble in Ständerbauweise ist eine für die Geschichte des Bädertourismus bedeutende Anlage. Dazu gehören das Badehaus mit der Gastwirtschaft Bären (1835), ein Bauernhaus (1875), ein Gasthaustrakt (1925), ein Stöckli (1. Viertel 19. Jh.) und ein Pumpenhaus (1916). |
| ja   | Datei hochladen · Wikidata zu Reformierte Kirche (Q29674891) | Reformierte Kirche KGS-Nr.: 01207               | B    | G   | Dorf 24 632435 / 186425             | Das 1618 erbaute und 1657 erneuerte Kirchengebäude ist ein kompakter und reizvoller Putzbau mit trapezförmigem Chor in spätgotischem Habitus. Darüber spannt sich ein geknicktes, im Osten abgewalmtes Satteldach mit elegantem Dachreiter und Schindelbedeckung. Bildet zusammen mit dem nördlich davon stehenden Alten Schulhaus ein eindrückliches Bauensemble.                                                                                    |

## Übrige Baudenkmäler
Hinweis: Anstelle der KGS-Nummer wird als Objekt-Identifikator (ID) die Grundstücksnummer verwendet.
| ID  | Foto |                                                               | Objekt                           | Typ | Standort                                | Beschreibung |
| --- | ---- | ------------------------------------------------------------- | -------------------------------- | --- | --------------------------------------- | ------------ |
| 25  | BW   | Datei hochladen                                               | Bauernhaus (1802)                | G   | Zürchershaus 9 633151 / 187396          |              |
| 25  | BW   | Datei hochladen                                               | Speicher (1728)                  | G   | Zürchershaus 9a 633159 / 187370         |              |
| 29  | BW   | Datei hochladen                                               | Bauernhaus (1797)                | G   | Marchhaus 6 633310 / 187235             |              |
| 91  | BW   | Datei hochladen                                               | Alphütte (4. Viertel 18. Jh.)    | G   | Trittschwendi 225a 634101 / 185763      |              |
| 95  | BW   | Datei hochladen                                               | Käsespeicher (2. Hälfte 18. Jh.) | G   | Mittlere Lochseite 232a 635405 / 185752 |              |
| 107 | BW   | Datei hochladen                                               | Bauernhaus (1792)                | G   | Flühmatt 169 635536 / 184898            |              |
| 121 | BW   | Datei hochladen                                               | Bauernhaus (1824)                | G   | Holz 224 634815 / 185221                |              |
| 156 | BW   | Datei hochladen                                               | Bauernhaus (1756)                | G   | Trittschwendi 115 633667 / 185556       |              |
| 205 | BW   | Datei hochladen                                               | Ehemaliges Bauernhaus (1872)     | G   | Krähenbühlboden 45 631925 / 186159      |              |
| 240 | BW   | Datei hochladen                                               | Pfarrhaus (1778–1780)            | G   | Pfarrhaus 36 632302 / 186328            |              |
| 245 | BW   | Datei hochladen                                               | Bauernhaus (1788)                | G   | Brunnenfeld 105 632313 / 186087         |              |
| 261 | ja   | Datei hochladen · Wikidata zu Räbenbrücke (Q113130589)        | Räbenbrücke (1892)               | G   | Räbeli 103 630985 / 185570              |              |
| 284 | BW   | Datei hochladen                                               | Bauernhaus (1706)                | G   | Gerbe 241 631790 / 185256               |              |
| 296 | BW   | Datei hochladen                                               | Bauernhaus (1814)                | G   | Räbeli 102 630916 / 185550              |              |
| 328 | BW   | Datei hochladen                                               | Sennhütte (1806)                 | G   | Obere Gemmi 137 632121 / 184514         |              |
| 329 | BW   | Datei hochladen                                               | Alphütte (1839)                  | G   | Scheidzaunhubel 139 631375 / 183985     |              |
| 329 | BW   | Datei hochladen                                               | Käsespeicher (spätes 18. Jh.)    | G   | Scheidzaunhubel 145 631305 / 183832     |              |
| 339 | BW   | Datei hochladen                                               | Bauernhaus (1813)                | G   | Schwarzbach 244 632335 / 185207         |              |
| 353 | BW   | Datei hochladen                                               | Alpstall (1778)                  | G   | Inner Windbruch 149 632301 / 183572     |              |
| 361 | BW   | Datei hochladen                                               | Alphütte (1. Drittel 18. Jh.)    | G   | Obere Buchhütte 273 633203 / 183887     |              |
| 361 | BW   | Datei hochladen                                               | Alpstall (1729)                  | G   | Obere Buchhütte 273a 633223 / 183863    |              |
| 364 | BW   | Datei hochladen                                               | Käsespeicher (spätes 18. Jh.)    | G   | Hintere Buchhütte 250a 633336 / 184801  |              |
| 366 | ja   | Datei hochladen · Wikidata zu Mühlebrücke (1866) (Q125418455) | Mühlebrücke (1866)               | G   | Beutlerschwand N.N. 633810 / 184838     |              |
| 374 | BW   | Datei hochladen                                               | Bauernhaus (1869)                | G   | Beutlerschwand 254 633808 / 184588      |              |
| 374 | BW   | Datei hochladen                                               | Käsespeicher (1869)              | G   | Beutlerschwand 254a 633794 / 184548     |              |
| 375 | BW   | Datei hochladen                                               | Bauernhaus (17./18. Jh.)         | G   | Unteres Buchhüttli 247 632692 / 184926  |              |
| 400 | BW   | Datei hochladen                                               | Alphütte (1. Drittel 19. Jh.)    | G   | Baumgarten 193 636730 / 183373          |              |
| 403 | BW   | Datei hochladen                                               | Käsespeicher (1760)              | G   | Hübeli 186a 639171 / 182794             |              |
| 404 | BW   | Datei hochladen                                               | Käsespeicher (1802)              | G   | Hirschwendiberg 187b 638951 / 183533    |              |
| 406 | BW   | Datei hochladen                                               | Käsespeicher (2. Hälfte 18. Jh.) | G   | Kemmeri 179a 637726 / 184051            |              |
| 409 | BW   | Datei hochladen                                               | Käsespeicher (1768)              | G   | Kemmerli 175b 637348 / 184244           |              |
| 411 | BW   | Datei hochladen                                               | Alphütte (1815)                  | G   | Säuberg 213 636864 / 185184             |              |
| 411 | BW   | Datei hochladen                                               | Käsespeicher (1762)              | G   | Säuberg 213a 636909 / 185174            |              |
| 414 | BW   | Datei hochladen                                               | Käsespeicher (1784)              | G   | Grossenbumbach 216a 635901 / 185109     |              |
| 449 | BW   | Datei hochladen                                               | Alphütte (spätes 18. Jh.)        | G   | Gemeinenwängen 269 633744 / 182964      |              |
| 500 | BW   | Datei hochladen                                               | Käsespeicher (1778)              | G   | Scheidzaunbödeli 144d 631204 / 183723   |              |
| 500 | BW   | Datei hochladen                                               | Alphütte (2. Hälfte 18. Jh.)     | G   | Unter Bürkeli 143 630797 / 183607       |              |
| 660 | BW   | Datei hochladen                                               | Käsespeicher (2. Hälfte 18. Jh.) | G   | Hintere Buchhütte 251 633378 / 184668   |              |
| 721 | BW   | Datei hochladen                                               | Käsespeicher (1696)              | G   | Stäldeli 90 629440 / 184680             |              |
| 750 | BW   | Datei hochladen                                               | Bauernhaus (1817)                | G   | Moos 243 632199 / 185392                |              |